# Booponus indicus
Espèce
Booponus indicus est une espèce de Diptères la famille des Calliphoridae. Présente en Birmanie, sa larve est un parasite obligatoire de l'éléphant d'Asie.

## Description
Comme tous les diptères, Booponus indicus suit un développement holométabole et présente quatre stades de développement : l'œuf, la larve (asticot), la nymphe (pupe) et l'imago (mouche adulte).

### Mouche adulte
Les imagos mâles et femelles diffèrent peu morphologiquement et font de 4,5 à 6 mm de longueur. Le corps est jaune à orange avec des marques noirâtres sur le thorax et l'abdomen, ce qui le différencie de Booponus intonsus,. La plèvre est foncée ce qui permet de le distinguer de Booponus aldrichi,.

### Larve
Au troisième stade, la larve mesure à maturité 9 mm. Elle présente ventralement et dorsalement de courtes rangées serrées de spinules triangulaires, minuscules et quasi-incolores.

## Biologie
Au stade larvaire, B indicus est un holoparsite de l'éléphant indien (Elephas maximus) à qui il provoque des myiases furonculaires.
Il semble que la ponte ait lieu dans les plis de la peau des éléphants. La pleine maturité des larves est observée vers la fin d'avril et en mai. Les myiases sont décrites dès 1910 par le Lieutenant Colonel Evans, elles provoquent des gonflement sur toutes les parties du corps, y compris la tête, et laissent de nombreuses cicatrices réticulées après éruption. On observe une inflammation et une suppuration autour de la larve.

## Répartition
L'espèce est présente en Birmanie.

## Systématique
Le nom valide complet (avec auteur) de ce taxon est Booponus indicus (Austen, 1930).
L'espèce a été initialement classée dans le genre Elephantolaemus sous le protonyme Elephantolaemus indicus Austen, 1930.
Les spécimens types sont obtenus par élevage dans un département vétérinaire en Birmanie. 
Booponus indicus a pour synonyme :
- Elephantolaemus indicus Austen, 1930

### Publication originale
- (en) Major E. E. Austen, « On a New Dipterous Parasite (Family Calliphoridæ, Subfamily Galliphorinæ) of the Indian Elephant, with Notes on other Dipterous Parasites of Elephants », Proceedings of the Zoological Society of London, vol. 100, no 3,‎ 1930, p. 677–688 (ISSN 1469-7998, DOI 10.1111/j.1096-3642.1930.tb00993.x, lire en ligne , consulté le 4 février 2025)